# 치맛바람
치맛바람(Chi-Mat-Ba-Ram)은 2021년 6월 17일 발매된 대한민국의 걸그룹 브레이브걸스의 곡이다. 미니 5집인 Summer Queen의 타이틀 곡으로 수록되었으며, 작사는 용감한 형제, 차쿤, 작곡은 용감한 형제, 차쿤, 레드쿠키가 맡았다.
음악방송에서는 6월 17일 Mnet의 엠카운트다운을 통하여 최초 공개되었다. 브레이브걸스는 2017년 발표된 곡인 Rollin'(롤린)이 4년여 만인 2021년 2월에 역주행을 하며 1위를 기록한 데 이어, 치맛바람으로 6월 22일 SBS 더 쇼에서 1위를 기록하였다.
유튜브 뮤직비디오는 공개 당일인 6월 17일, 1,000만 회 이상 재생되었으며, 3일 만인 6월 20일에는 2,000만 회, 6월 27일에는 3,000만 회를 기록하였다.

## 같이 보기
- 브레이브걸스
- Rollin'
- SUMMER QUEEN